# Cláusula do não obstante
O Artigo 33 da Carta Canadense dos Direitos e das Liberdades, também conhecido como cláusula do não obstante (em inglês:  notwithstanding clause; em francês:  clause nonobstant) ou cláusula derrogatória (em inglês:  override clause; em francês:  clause dérogatoire), é uma disposição da Constituição do Canadá que permite o Parlamento ou as legislaturas provinciais suspenderem provisoriamente os direitos fundamentais previstos na Carta.